# Joel Burgueño
Joel Orozmán Burgueño Marcant (n. Montevideo, Uruguay, 15 de febrero de 1988) es un futbolista uruguayo que juega como delantero en la Institución Atlética Sud América de la Primera División Amateur de Uruguay

## Estadísticas
Actualizado al 16 de febrero de 2017.
| Cerrito · Uruguay | 1ª            | 2009/10       | 6   | 1  | - | - | - | - | 6   | 1  |
| Cerrito · Uruguay | 1ª            | 2010/11       | 22  | 13 | - | - | - | - | 22  | 13 |
| Cerrito · Uruguay | Total club    | Total club    | 28  | 14 | 0 | 0 | 0 | 0 | 28  | 14 |
| Cerro Largo · Uruguay | 1ª            | 2011/12       | 9   | 2  | - | - | 1 | 0 | 10  | 2  |
| Cerro Largo · Uruguay | Total club    | Total club    | 9   | 3  | 0 | 0 | 1 | 0 | 10  | 3  |
| Rocha · Uruguay | 2ª            | 2012/13       | 12  | 3  | - | - | - | - | 12  | 3  |
| Rocha · Uruguay | Total club    | Total club    | 12  | 3  | 0 | 0 | 0 | 0 | 12  | 3  |
| Villa Teresa · Uruguay | 2ª            | 2013/14       | 25  | 11 | - | - | - | - | 25  | 11 |
| Villa Teresa · Uruguay | Total club    | Total club    | 25  | 14 | 0 | 0 | 0 | 0 | 25  | 14 |
| El Tanque Sisley · Uruguay | 1ª            | 2014/15       | 28  | 16 | - | - | - | - | 28  | 16 |
| El Tanque Sisley · Uruguay | 1ª            | 2017          | 11  | 1  | - | - | - | - | 11  | 1  |
| El Tanque Sisley · Uruguay | Total club    | Total club    | 28  | 16 | 0 | 0 | 0 | 0 | 28  | 16 |
| Club Libertad Paraguay | 1ª            | 2015          | 5   | 0  | - | - | 3 | 0 | 8   | 0  |
| Club Libertad Paraguay | Total club    | Total club    | 5   | 0  | 0 | 0 | 3 | 0 | 8   | 0  |
| Rentistas · Uruguay | 1ª            | 2015/16       | 12  | 5  | - | - | - | - | 12  | 5  |
| Rentistas · Uruguay | Total club    | Total club    | 12  | 5  | 0 | 0 | 0 | 0 | 12  | 5  |
| Deportes Antofagasta · Chile | 1ª            | 2016/17       | 2   | 0  | 0 | 0 | - | - | 2   | 0  |
| Deportes Antofagasta · Chile | Total club    | Total club    | 2   | 0  | 0 | 0 | 0 | 0 | 2   | 0  |
| Racing de Montevideo · Uruguay | 1ª            | 2016/17       | 2   | 0  | 0 | 0 | - | - | 2   | 0  |
| Racing de Montevideo · Uruguay | Total club    | Total club    | 2   | 6  | 0 | 0 | 0 | 0 | 2   | 6  |
| Progreso · Uruguay | 1ª            | 2018          | 9   | 2  | - | - | - | - | 9   | 2  |
| Progreso · Uruguay | Total club    | Total club    | 9   | 2  | 0 | 0 | 0 | 0 | 9   | 2  |
| Total carrera | Total carrera | Total carrera | 136 | 63 | 0 | 0 | 4 | 0 | 136 | 63 |
| (1)Incluidos los datos del playoff por el ascenso de Segunda División (2012-13, 2013-14) (2)Incluidos los datos de la Copa Sudamericana (2012, 2015) |               |               |     |    |   |   |   |   |     |    |

## Palmarés

### Distinciones individuales
| Distinción                                                 | Año     |
| ---------------------------------------------------------- | ------- |
| Máximo goleador de la Segunda División (13 goles)          | 2010-11 |
| El tapado de la fecha (11) del Torneo Clausura para Referí | 2016    |